# Tamarixia newelskoyi
Tamarixia newelskoyi är en stekelart som först beskrevs av Kostjukov 1990.  Tamarixia newelskoyi ingår i släktet Tamarixia och familjen finglanssteklar. Inga underarter finns listade i Catalogue of Life.